# Killing Me Softly with His Song
Pistes de Lori Lieberman
Michael and the Children
Killing Me Softly with His Song est une chanson de 1972 composée par Charles Fox, écrite par Norman Gimbel en collaboration avec Lori Lieberman qui l'a enregistrée fin 1971. Elle fut inspirée par un poème de Lieberman, Killing Me Softly with His Blues, qu'elle écrivit après avoir vu Don McLean interpréter Empty Chairs en direct.

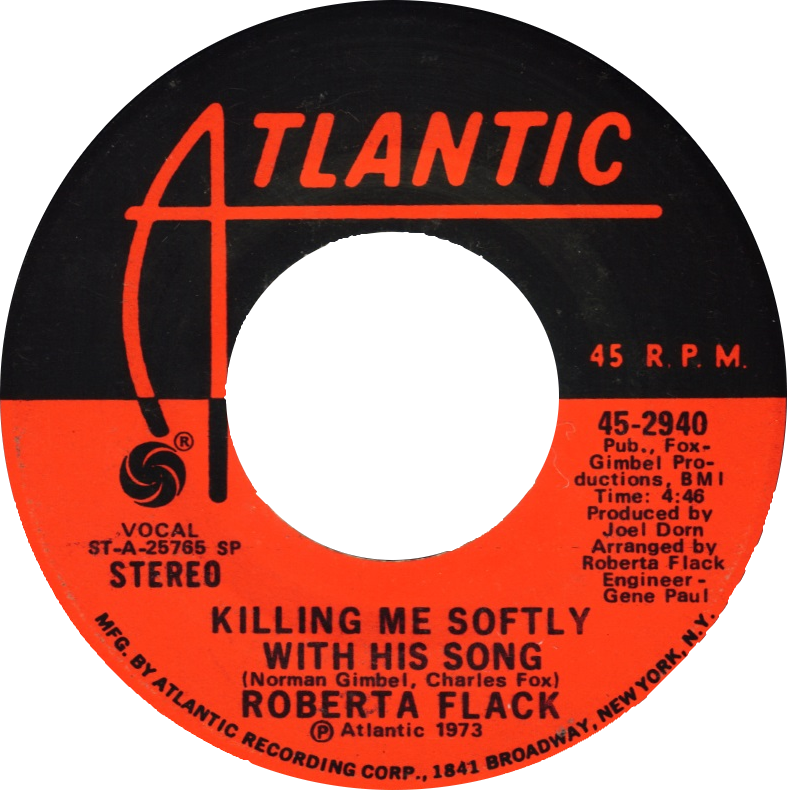
Face A du vinyle U.S. de "Killing Me Softly with His Song" de Roberta Flack.

Cette chanson est également connue sous le titre Killing Me Softly pour sa reprise en 1996 par le groupe Fugees.

## Succès
La chanson, dans sa version interprétée par Roberta Flack, fut numéro un dans le Billboard Hot 100 pendant quatre semaines en 1973 et valut à son auteur des Grammy Awards, dont celui de chanson de l'année.
En 1999, cette version reçoit le Grammy Hall of Fame Award.
Elle connaît également le succès en 1996, lorsqu'elle est reprise par les Fugees sous le titre Killing Me Softly. Cette version reste notamment en tête des ventes au Royaume-Uni pendant cinq semaines.

## Autres interprètes

### En langue anglaise
Killing Me Softly with His Song a été reprise par de nombreuses chanteuses et chanteurs, parfois avec un texte masculinisé et sous le titre Killing Me Softly with Her Song. On peut citer notamment : 
- interprètes féminines : Roberta Flack, Nancy Sinatra, Anita Sarawak, Tori Amos, Alison Moyet, Eva Cassidy, Blossom Dearie, Mina, Anne Murray, Toni Braxton, Alicia Keys, Shirley Bassey, Petula Clark, Teresa Teng, Dee Dee Bridgewater, Amii Stewart, Regina ; Zhavia (de l’émission américaine « the four »), Kimiko Kasai, Youn Sun Nah.
- interprètes masculins : Johnny Mathis, Herb Alpert, Engelbert Humperdinck, Nils Landgren, Perry Como, Al B. Sure!, Luther Vandross, Joe Dassin, Jaco Pastorius, Marcus Miller, Amaury Vassili, John Holt, Tony Rebel & Garnett Silk, Andy Williams, Milton Nascimento (Frank Sinatra n'a jamais enregistré cette chanson : ce qu'on lui attribue sur Youtube est la version de Perry Como)
- groupes : les Jackson 5, les Fugees, les Plain White T's, les Youngblood Brass Band, Sergio Mendes And Brasil '77.

La chanson figure dans une scène clé du film Pour un garçon (2002), interprétée par les acteurs Nicholas Hoult et Hugh Grant.

### Adaptations dans d'autres langues
Une version française de Killing Me Softly with His Song, intitulée Elle chantait ma vie en musique, a été écrite par Eddy Marnay et interprétée par Gilbert Montagné en 1973. Cette version a été reprise par l'interprète originale Lori Liebermann.
Une autre version en français a été enregistrée en 1973 par Nicole Martin : Je t'oublierai.
Jacques d'Arbaud l'a adaptée et interprétée en créole des Antilles françaises en 1996 sur son album Autrement, sous le titre anglais de Killing Me Softly.
La chanson a connu aussi des adaptations en allemand (Das Lied meines Lebens), italien (Mi fa morire cantando), espagnol (plusieurs versions ; la chanson a notamment été interprétée par Omara Portuondo), portugais brésilien (trois versions : Faz eu perder o juízo par Zezé Di Camargo, Morrendo de amor par Joanna et Em sua Voz par Guilherme Arantes) et finnois (Jokainen päivä on liikaa).
En 2025, elle est reprise en bachata par Prince Royce sur son album Eterno.

## Classements

### Version de Roberta Flack (1973)
Singles de Roberta Flack
Where Is the Love
(1972) Jesse
(1973)
| Classements (1973)                      | Meilleure position |
| --------------------------------------- | ------------------ |
| Allemagne (Media Control AG)            | 30                 |
| Australie (Kent Music Report)           | 1                  |
| Autriche (Ö3 Austria Top 40)            | 19                 |
| Belgique (Flandre Ultratop 50 Singles)  | 17                 |
| Belgique (Wallonie Ultratop 50 Singles) | 33                 |
| Canada (RPM 100 Singles)                | 1                  |
| Canada (RPM Adult Contemporary)         | 1                  |
| États-Unis (Billboard Hot 100)          | 1                  |
| Irlande (IRMA)                          | 10                 |
| Norvège (VG-lista)                      | 4                  |
| Pays-Bas (Single Top 100)               | 4                  |
| Royaume-Uni (UK Singles Chart)          | 6                  |

| Classements (1996)            | Meilleure position |
| ----------------------------- | ------------------ |
| Allemagne (GfK Entertainment) | 38                 |
| Suisse (Schweizer Hitparade)  | 32                 |

### Version des Fugees (1996)
Singles de Fugees
Fu-Gee-La
(1995) Ready or Not
(1996)
Pistes de The Score
Family Business The Score
| Classements (1996–97)                   | Meilleure position |
| --------------------------------------- | ------------------ |
| Allemagne (GfK Entertainment)           | 1                  |
| Australie (ARIA)                        | 1                  |
| Autriche (Ö3 Austria Top 40)            | 1                  |
| Belgique (Flandre Ultratop 50 Dance)    | 5                  |
| Belgique (Flandre Ultratop 50 Singles)  | 1                  |
| Belgique (Wallonie Ultratop 50 Dance)   | 5                  |
| Belgique (Wallonie Ultratop 50 Singles) | 1                  |
| Canada (RPM 100 Singles)                | 6                  |
| Canada (RPM Dance)                      | 1                  |
| Écosse (OCC)                            | 1                  |
| États-Unis (Top 40 Mainstream)          | 1                  |
| Finlande (Suomen virallinen lista)      | 1                  |
| France (SNEP)                           | 1                  |
| Irlande (IRMA)                          | 1                  |
| Pays-Bas (Nederlandse Top 40)           | 1                  |
| Pays-Bas (Single Top 100)               | 1                  |
| Norvège (VG-lista)                      | 1                  |
| Nouvelle-Zélande (RMNZ)                 | 1                  |
| Royaume-Uni (UK Singles Chart)          | 1                  |
| Royaume-Uni (UK R&B Chart)              | 1                  |
| Suède (Sverigetopplistan)               | 1                  |
| Suisse (Schweizer Hitparade)            | 1                  |